# Sobralia pfavii
Sobralia pfavii är en orkidéart som beskrevs av Rudolf Schlechter. Sobralia pfavii ingår i släktet Sobralia och familjen orkidéer.
Artens utbredningsområde är Costa Rica. Inga underarter finns listade i Catalogue of Life.